# Oceanic House
Oceanic House est un ancien immeuble de bureaux classé au grade II, situé au 1 Cockspur Street, dans la Cité de Westminster, à Londres. Il a été conçu par Henry Tanner junior  et achevé en 1907. C'était à l'origine le siège de la White Star Line à Londres, d'où les billets pour le RMS Titanic ont été vendus. Devenu plus tard une banque Barclays, il a été utilisé par le ministère britannique de la Défense et est devenu le restaurant de l’ambassade du Texas, Cantina, qui a fermé en 2012. En 2016, il a été converti en six appartements de luxe et penthouse en duplex. Il appartient au Crown Estate.

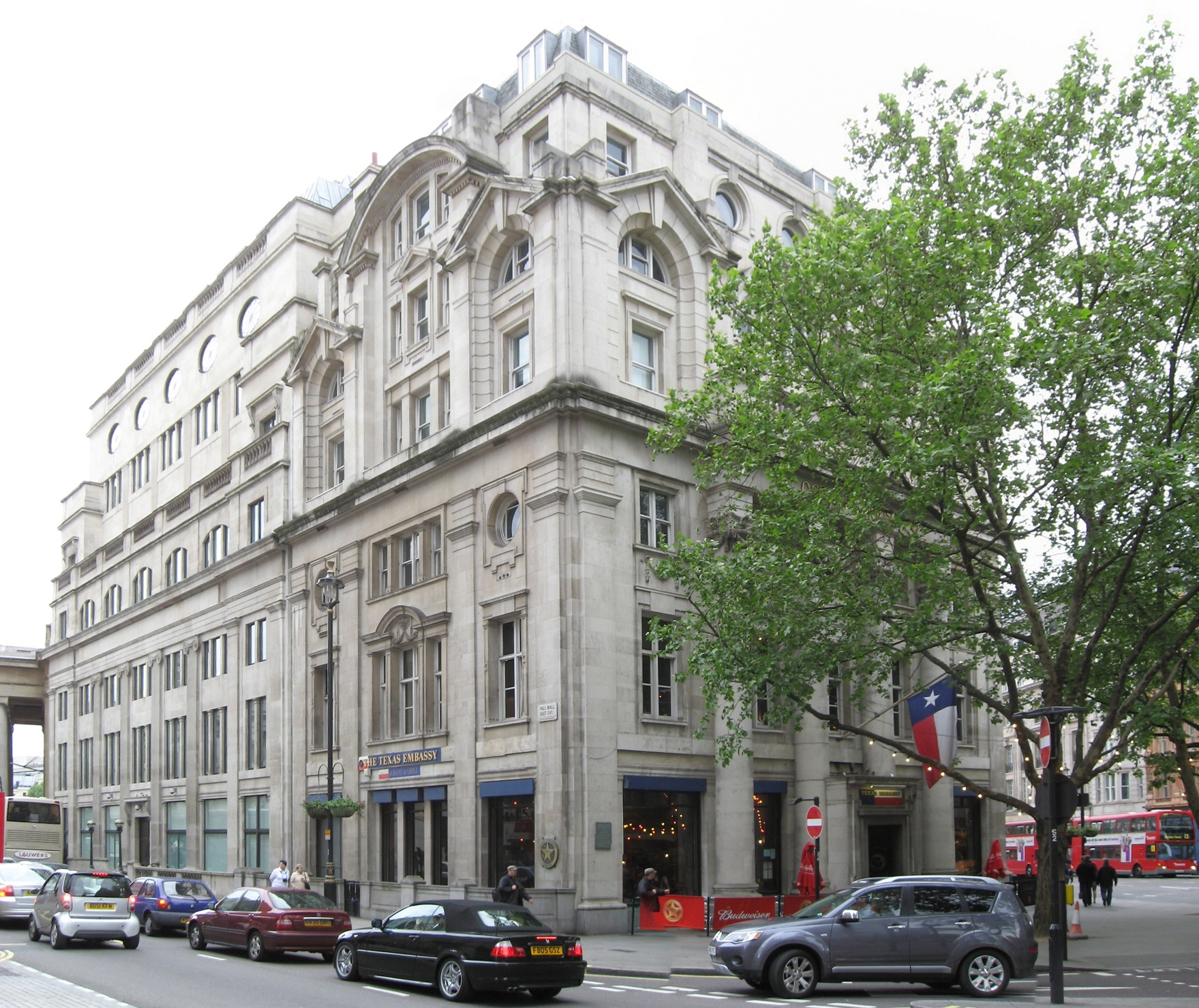
Oceanic House (à droite), lorsqu'il était utilisé comme restaurant du Texas Embassy Cantina (fermé en 2012).
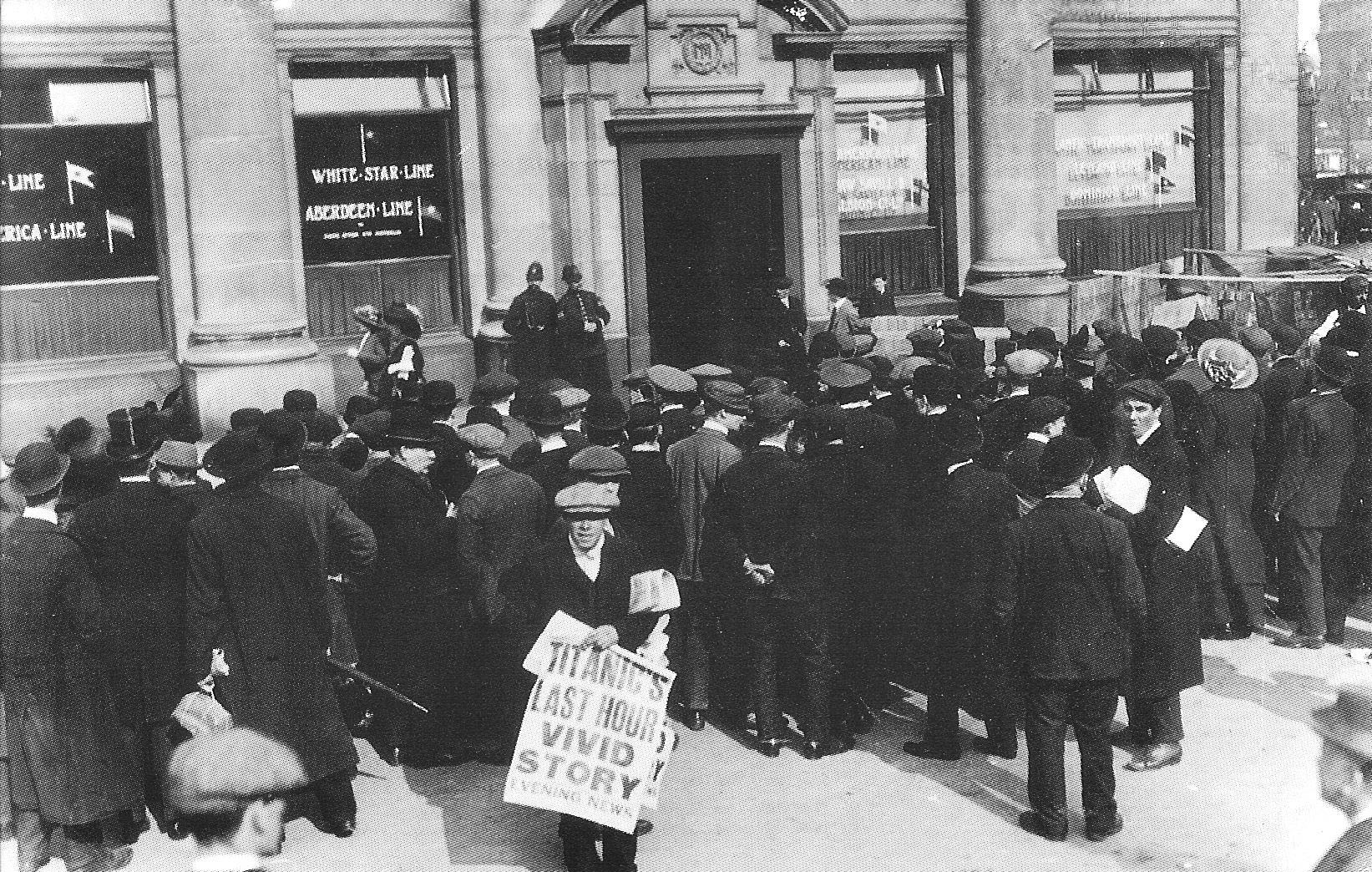
Des foules devant Oceanic House après l'annonce du naufrage du Titanic en 1912.